# Józef Orłowski

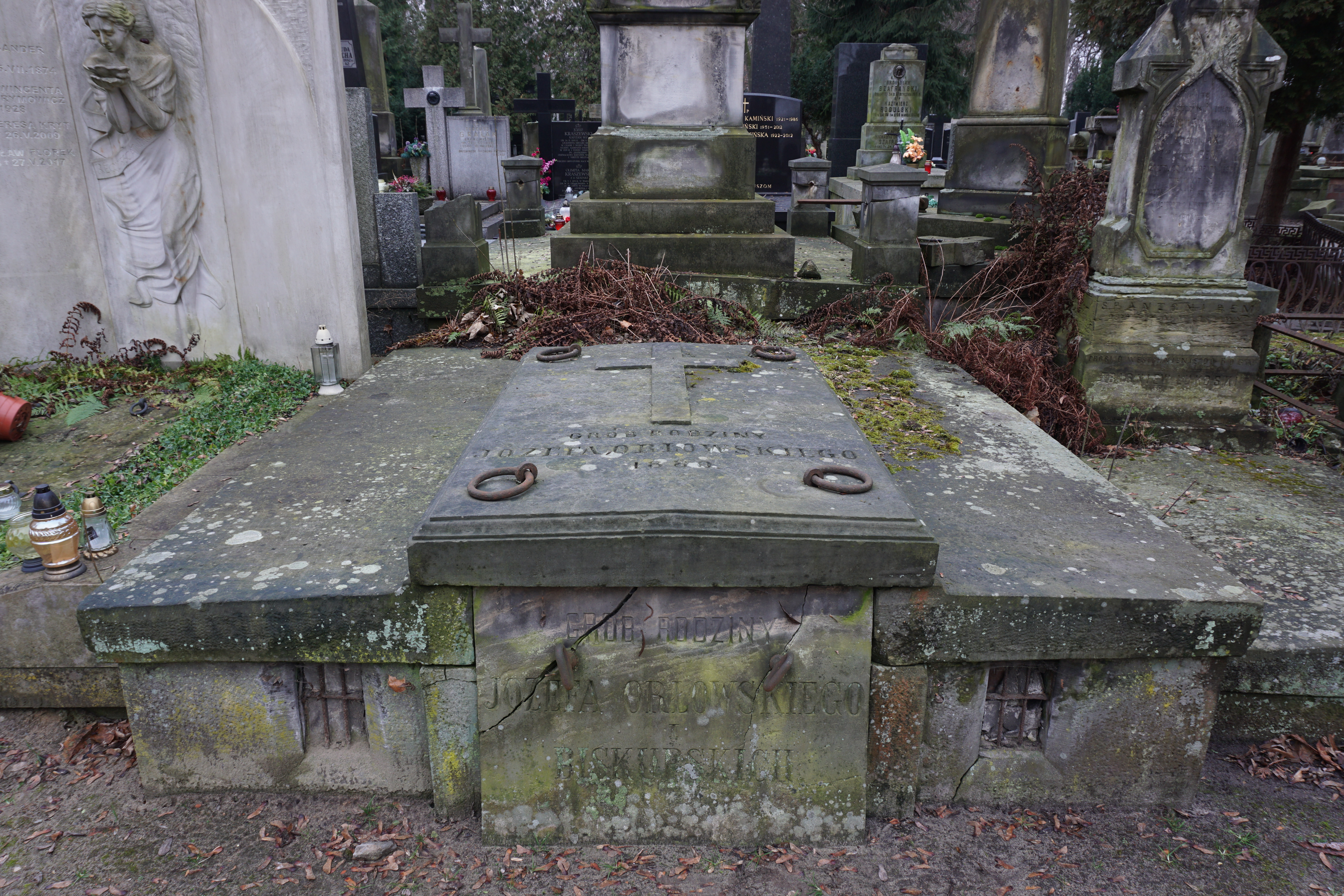
Grabmal

Józef Orłowski (* 1819 in Piotrków Trybunalski; † 16. Januar 1880 in Warschau) war ein polnischer Architekt, der Gebäude im Stil des Klassizismus entwarf.

## Leben
Ab 1838 arbeitete er für  Andrzej Gołoński, der ihn ausbildete. Von 1850 bis 1856 war er in Piotrków Trybunalski tätig und kehrte danach wieder nach Warschau zurück. 1858 wurde er zum Architekten von Warschau ernannt. Seit 1872 war er Mitglied der Akademie der Schönen Künste in Sankt Petersburg. Er starb an einem Herzleiden und wurde auf dem Powązki-Friedhof beigesetzt.

## Wirken
Orłowski entwarf unter anderem
- Heiliggeistspital in Warschau (1857–1861)[1]
- Stanislauskirche in Warschau (1858–1860)[5][6]
- Biernacki-Palais in Warschau (1860)[2]
- Restaurierung des Königsschlosses in Warschau (1862–1863)[2]
- Neue Orangerie im Lazienki-Park in Warschau (1860, zusammen mit Adolf Loewe)[1]
- Feuerwache in Praga, Warschau[7]
- Restaurierung des Jabłonowski-Palastes (1864–1868)[7]
- Beyer-Haus in der Warschauer Altstadt[7]
- Springbrunnen an der Krakauer Vorstadt in Warschau[7]
- Palais Brzeziny[7]